# سامي بلوم
سامي بلوم (بالإنجليزية: Sammy Blum)‏ هو ممثل أمريكي، ولد في 25 مايو 1889 بنيويورك في الولايات المتحدة، وتوفي في 1 يونيو 1945 في الولايات المتحدة.

## وصلات خارجية
- سامي بلوم على موقع IMDb (الإنجليزية)
- سامي بلوم على موقع قاعدة بيانات الفيلم (الإنجليزية)